# Victor Kolyvagin
Victor Kolyvagin (en russe : Виктор Александрович Колывагин, Viktor Aleksandrovitch Kolyvaguine) est un mathématicien russe vivant aux États-Unis, né le 11 mars 1955, qui travaille en géométrie algébrique arithmétique et en théorie des nombres.

## Biographie scientifique
Kolyvagin soutient une thèse en 1981 à l'université d'État de Moscou sous la direction de  Yuri Manin. Ensuite, et jusqu'en 1994, il travaille à l'Institut de mathématiques Steklov à Moscou. En 1994 il devient J.-J.-Sylvester-Professor de mathématiques à l'université Johns-Hopkins à Baltimore, et en 2002 le premier Mina-Rees-Professor de mathématiques au CUNY Graduate Center de l'université de la ville de New York.

## Travaux
Kolyvagin est connu pour les systèmes d'Euler qu'il a introduits et qui ont contribué à des progrès dans la théorie d'Iwasawa (nouvelles démonstrations de la conjecture principale démontrée auparavant par Barry Mazur et Andrew Wiles) et de la Conjecture de Birch et Swinnerton-Dyer. Kolyvagin lui-même étudie les courbes elliptiques modulaires (appelées courbes de Weil qui contiennent toutes les courbes elliptiques sur les nombres rationnels), où il obtient des résultats partiels concernant la conjecture de Birch et Swinnerton-Dyer.

## Distinctions
En 1990, Kolyvagin est lauréat du prix Tchebychev de l’Académie soviétiques des sciences. La même année, il est conférencier invité au Congrès international des mathématiciens de Kyoto (titre de sa conférence : « On the Mordell-Weil group and the Shafarevich-Tate group of modular elliptic curves »).

## Publications (sélection)
- « Finiteness of E(Q) and Ш(E/Q) for a subclass of Weil curves », Izv. Akad. Nauk. SSSR Ser Mat., vol. 52,‎ 1988, p. 522-540.
- « On the Mordell-Weil group and the Shafarevich-Tate group of Weil elliptic curves », Izv. Akad. Nauk. SSSR Ser Mat., vol. 52,‎ 1988, p. 1154-1179.

- « Euler systems », dans The Grothendieck Festschrift, Boston, Birkhäuser, coll. « Progress in Mathematics » (no 87), 1990 (MR 1106906), p. 435-483.